# Hibrid-elektromos légijármű-hajtásrendszerek
A hibrid-elektromos légijármű-hajtásrendszerek fejlesztése kulcsfontosságú a fenntartható légi közlekedés jövője szempontjából. Ezen rendszerek célja, hogy a hagyományos tüzelőanyag alapú hajtóműveket részben vagy egészben villamos energiával helyettesítsék. Ez jelentősen csökkentheti a tüzelőanyag-fogyasztást és a károsanyag-kibocsátást. 
A hibrid rendszerek több előnyt is kínálnak: növelik a hatékonyságot, mivel az elektromos hajtásrendszerek jobb energiaátalakítást biztosítanak, és különösen hatékonyak lehetnek a repülés egyes fázisaiban, mint például a fel- vagy leszállás. Ezek mellett nagymértékben csökkenthetik a zajszennyezést, ami a repterek közelében élő lakosság számára előnyt jelent. 

## Rolls-Royce Magyarország

#### Hibrid meghajtású motor
A Rolls-Royce Magyarország 2018-ban kezdte meg a hibrid hajtásrendszerek fejlesztését. A H3PS projekt célja egy olyan rendszer kidolgozása, amely kisebb repülőgépek számára biztosít hatékony és környezetkímélő meghajtást. 
A fejlesztésben három vállalat vesz részt:
- A Rolls-Royce Magyarország felelős a hibrid rendszer fejlesztéséért,
- Az olasz Tecnam a repülőgépért felelős,
- Az osztrák Rotax pedig a hajtóművet biztosítja.

A repülő egy módosított P2010-es típus, amely a H3PS rendszerrel és az eredeti 180 lóerős motornál kisebb, egy 141 lóerős motorral lett felszerelve. A villamos rendszer 30 kW teljesítményt nyújt, és egyúttal a generátor szerepét is betölti.
Több sikeres földi tesztet követően 2021. december 21-én először szállt fel egyedülálló hibrid meghajtású kísérleti repülőgép, melyet egy integrált párhuzamos hibrid hajtásrendszer emelt a magasba. A 30 kW-os villanymotor a felszállásnál és az emelkedésnél az akkumulátorok energiáját felhasználva extra nyomatékot biztosít a motornak, az utazómagasság elérése után pedig generátorként működik és tölti az akkumulátort. A tesztrepülések során bebizonyult, hogy ezzel a hajtásrendszerrel felszerelt kisrepülőgép hatékonyabb, energiatartalékosabb és akár 20 százalékkal kevesebb tüzelőanyagot fogyaszthat, mint egy hagyományos motorral meghajtott, azonos méretű repülőgép.

#### Turbógenerátor
A turbógenerátor lényege, hogy egy kisméretű gázturbina által termelt energiát alakít át villamos energiává, amit a repülőgép meghajtására használnak fel. Repülés közben generátor az akkumulátorokat tölti, vagy közvetlenül biztosítja az energiát a légcsavarok működtetéséhez. Ez a rendszer lehetővé teszi, hogy a repülés különböző fázisaiban energiaforrást váltson a gép, ezáltal hosszabb távú repülést tesz lehetővé akár fenntartható tüzelőanyagokkal, mint a hidrogén.
Elsősorban függőlegesen fel- és leszálló, valamint ingázó gépek, mondhatni légitaxik számára tesz lehetővé rövid távú repülést városi körülmények között, de az egyébkéntis 500-1200 kW teljesítménytartományú generátor további fejlesztésével nagyobb távolságú útvonalak nyílhatnak meg.

## Joby H2Fly
Az amerikai Joby Aviation német leányvállalata, a H2Fly kifejlesztett egy olyan rendszert, amely hidrogént használ üzemanyagcellákban villamos áram előállítására, amely tölti a repülőgép akkumulátorát, vagy közvetlenül biztosít energiát a légcsavarokat meghajtó motoroknak. 
Felhasználását tekintve ez a rendszer látja majd el energiával a Joby által tervezett elektromos VTOL (Vertical Take-Off and Landing), azaz függőlegesen fel- és leszállni képes légijárműveket. Ezen járművek célja, hogy gyors, városokat összekötő regionális légi szolgáltatásokat biztosítson. Az eVTOL gépek lehetővé teszik, hogy repülőtér nélküli helyszínekről indulva rövid és közepes távolságú utakra használják azokat. A hidrogén-elektromos rendszerrel nő a gépek hatótávolsága, így hosszabb útvonalakra is használhatók lesznek.